# Старі Дубровки
Старі Дубро́вки (рос. Старые Дубровки, ерз. Старые Дубровки) — присілок у складі Ковилкінського району Мордовії, Росія. Входить до складу Мордовсько-Вечкенінського сільського поселення.
Населення — 68 осіб (2010; 81 у 2002).
Національний склад станом на 2002 рік:
- росіяни — 96 %